# PMID
PMID (от англ. PubMed Identifier, PubMed ID) — уникальный идентификационный номер, присваиваемый каждой публикации, описание, аннотация или полный текст которой хранятся в базе данных PubMed.
Допускается одновременный поиск нескольких публикаций по их PMID (с уточняющим тегом [pmid] или без него), введённым в поисковую строку PubMed через пробел — например,
7170002 16381840.
При одновременном поиске названий публикаций и других терминов использование стандартных поисковых тегов PubMed обязательно: lipman[au] 16381840[pmid].
Идентификаторы PMID, присвоенные публикациям в PubMed, впоследствии никогда не меняются и не используются повторно.